# 橙色

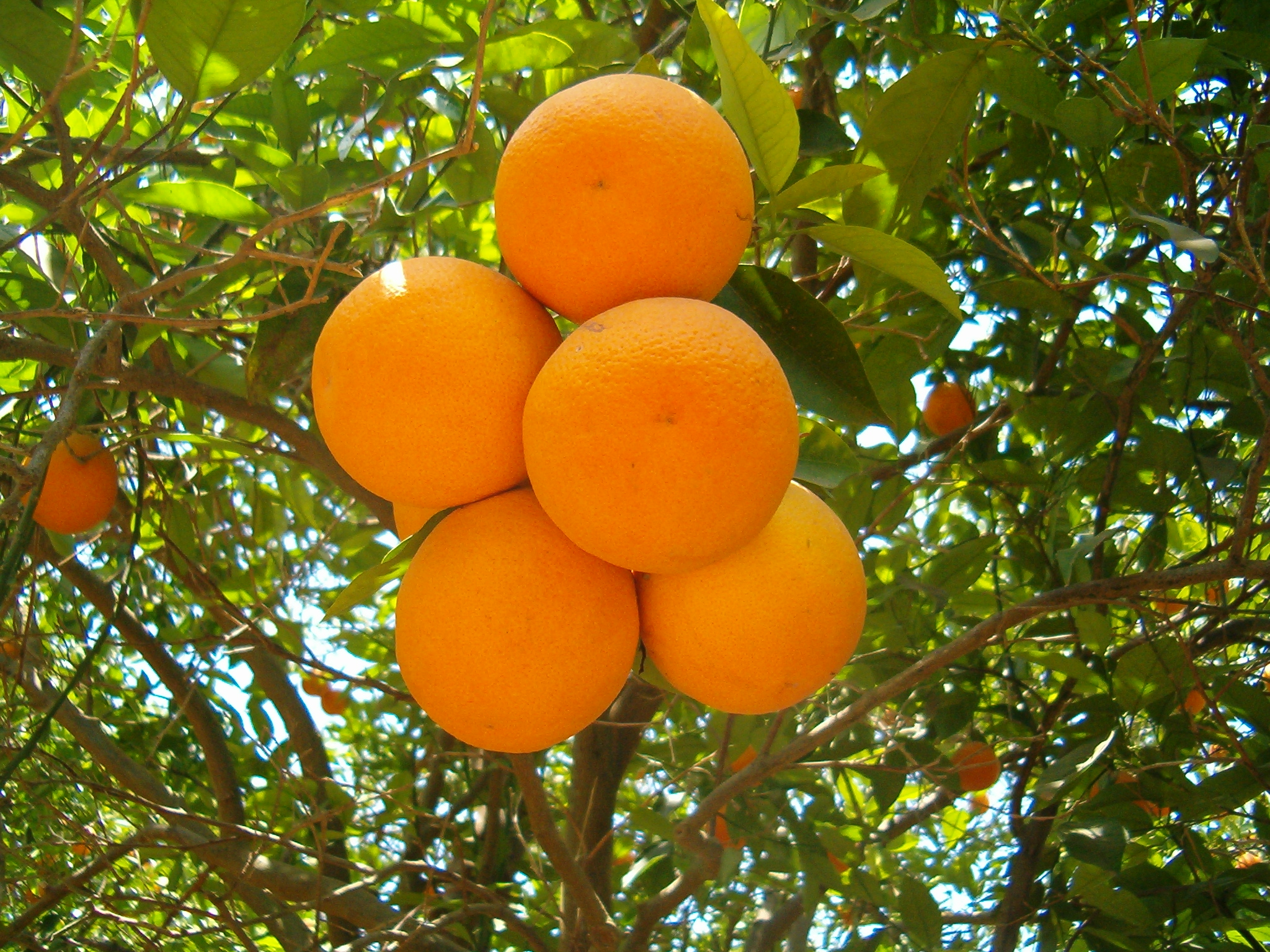
橘子

橙色，又稱橘色，作為二次顏料色，是红色與黄色的混合顏色，得名於橘的顏色。在光譜上橘色介於紅色和黃色之間，波長則在585奈米到620奈米之間。
橘色在空气中的穿透力仅次于红色，而色感较红色更暖，最鲜明的橙色应该是色彩中感受最暖的色，能给人有庄严、尊贵、神秘等感觉，所以基本上属于心理色性。历史上许多权贵和宗教界都用以装点自己，现代社会上往往作为标志色和宣传色。不过也是容易造成视觉疲劳的色。對比色為藍色。
橘色明视度高，在工业安全用色中，橙色即是警戒色，如火车头、登山服装、背包、救生衣等。橙色一般可作为喜庆的颜色，同时也可作富贵色，如皇宫里的许多装饰。红、橘、黄三色，均称暖色，属于注目、芳香和引起食欲的色。

## 橙色的用途和象徵意義
- 橙色是荷兰的国色，早期的荷兰国旗为橙、白、蓝三色，橙色代表了领导1568年尼德兰独立革命的奥伦治亲王（在英语裏，“奥伦治”是orange——橙色的译音）。在17世纪时，为了在战斗及航海时易于辨认及贵族对奥伦治家族的反抗情绪，方将国旗原來的橙色改为现在的红色。但橙色在荷兰及海外荷兰裔人的影响却持续至今：荷兰国家足球队的队服为橙色；南非1994年以前国旗的主色为橙白蓝三色，代表了布尔人的前身荷兰人早期在南非建立的殖民地。
- 在烏克蘭，橙色是橙色革命的代表顏色。
- 在泰国，橙色是星期四的代表颜色。
- 古羅馬時期，新娘會穿著橙色衣服象徵忠誠。
- 橙色在电阻色碼中代表3（數字、乘冪），但不使用於誤差。
- 橙色外皮的通信用光纖為多模光纖以與黃色外皮的單模光纖區分。
- 橙色在標記色彩標準中被用作指示危險事項、航海事項和航空事項。救難人員的制服、救生衣、反光背心等常使用橘色；電動車輛內高壓電的電線也會使用橙色外皮。
- 除了經典的黑白條紋樣式外，一些監獄也會使用橙色的囚服。

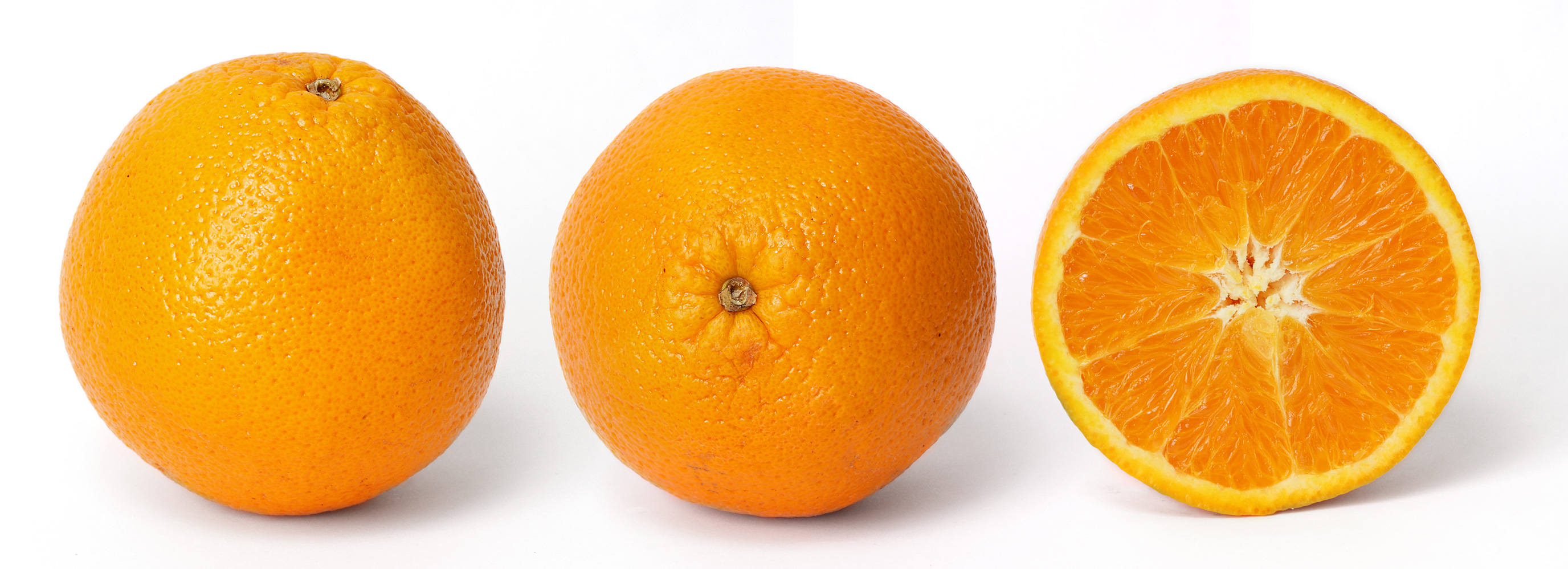
橘子

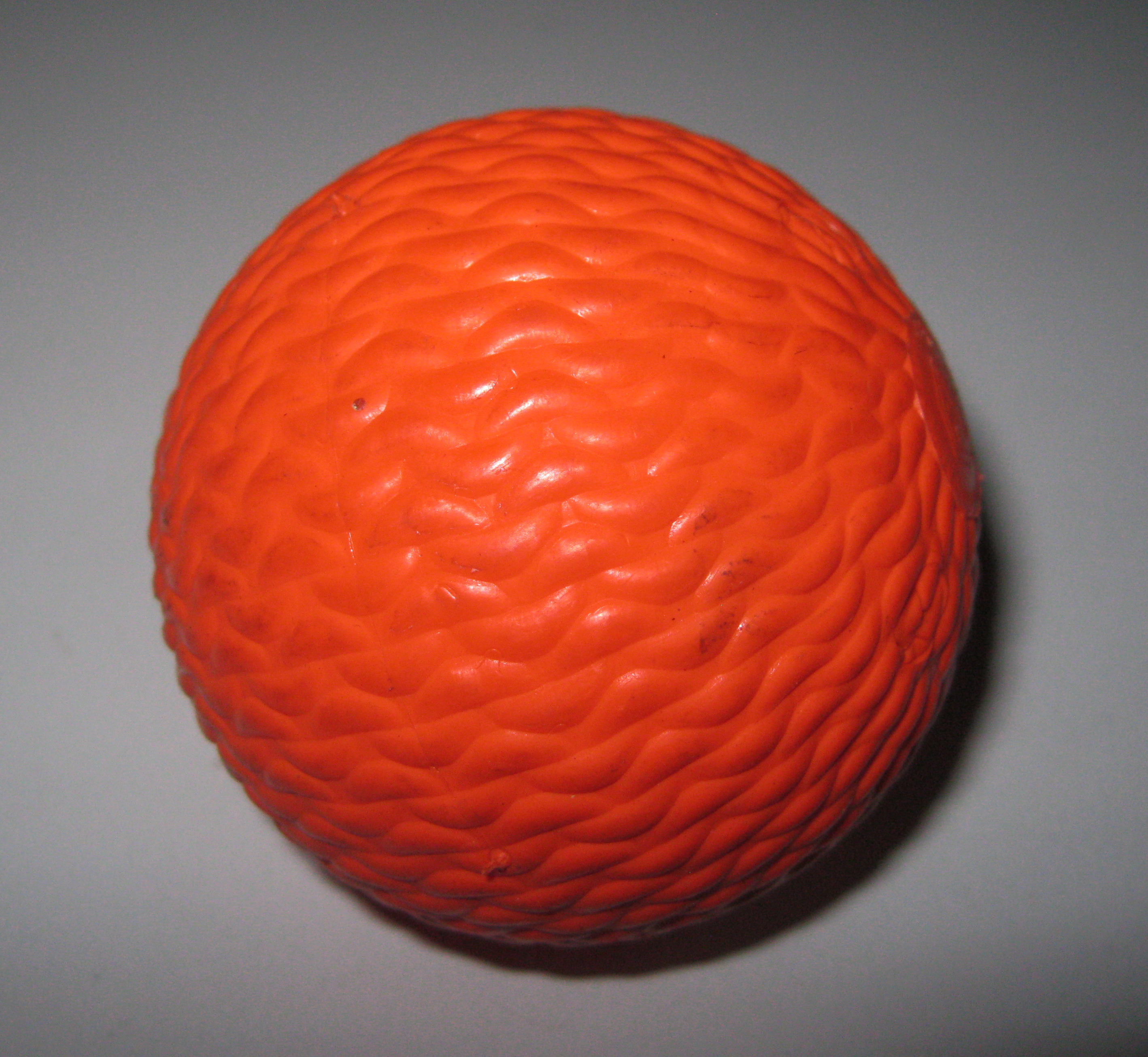
班迪球